# Francisco Pérez Carballo

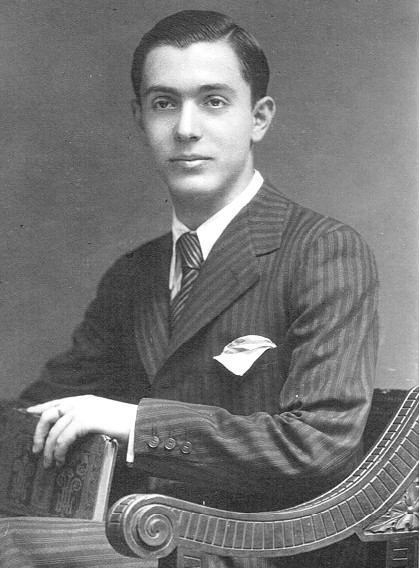
Francisco Pérez Carballo.

Francisco Pérez Carballo (Madrid, 1911 - La Coruña, Galicia, 24 de julio de 1936) fue un abogado, profesor universitario y político español.
Estudió en el instituto madrileño Cardenal Cisneros. Licenciado en Derecho y Filosofía y Letras, durante su etapa universitaria fue dirigente de la Federación Universitaria Española y miembro de la Asociación Internacional de Estudiantes, así como militante de las juventudes de Izquierda Republicana. Frecuentó también el Ateneo de Madrid.
Tras licenciarse, trabajó como profesor ayudante en la cátedra de Derecho Romano de la Universidad de Madrid, obteniendo posteriormente, por oposición, una plaza de oficial letrado en el Congreso de los Diputados.
Con la victoria del Frente Popular en febrero de 1936, fue nombrado gobernador civil de La Coruña (10 de abril de 1936), al parecer por su amistad con Santiago Casares Quiroga. Con el golpe de Estado que dio lugar a la Guerra Civil se opuso a los sublevados. Ordenó atrincherar la sede el gobierno civil y amparado apenas por una pequeña compañía de Guardias de Asalto y voluntarios, lo defienden durante más de tres horas, el 20 de julio de 1936. Nada pueden  hacer, sin embargo, ante el bombardeo de una batería de artillería desde O Parrote, que destruye parte del edificio a cañonazos. Disparan veinte veces. Un proyectil entra directamente en el despacho de Carballo, tras lo cual, a las 18,30 se iza bandera blanca y el gobernador y los demás defensores, se entregan a los sublevados. Pérez Carballo fue detenido por los rebeldes y llevado al cuartel de Atocha y de ahí, a la cárcel de la torre. Cuatro días después, fue fusilado, junto con el comandante Quesada y el capitán Tejero, que habían hecho frente a la sublevación desde el edificio del Gobierno Civil.
Su esposa, la intelectual, conferenciante y bibliotecaria, Juana Capdevielle, preocupada por su marido, llamó al Gobierno Civil (ya tomado por los militares). Estos fueron a buscarla y luego la arrestaron. Durante su confinamiento carcelario supo del asesinato de su marido. Sólo se le entregó una carta de despedida de Francisco Pérez Carballo, conservada en la actualidad por su familia, que reza: "Juana: Has sido lo más hermoso de mi vida. Donde esté y mientras pueda pensar, pensaré en ti. Será como si estemos juntos. Beso tu anillo una vez cada día. Te quiero. Paco. Para Juana Capdevielle, mi querida esposa. Viernes, 24 de julio de 1936, cinco de la madrugada." 
La liberaron finalmente y se refugió en la casa de un diputado de Izquierda Republicana, Victorino Veiga, en Vilaboa (Culleredo). Allí volvieron a apresarla dos guardias civiles. Su cadáver apareció al día siguiente, el 18 de agosto de 1936, en los alrededores de Rábade (Lugo). Su cuerpo presentaba varios impactos de bala. Sus asesinos no se apiadaron de su avanzado estado de gestación.